# Holte IF
Holte IF är en sportklubb från Holte, Danmark. Klubben är grundades 28 april 1947 och är aktiv inom badminton, bågskytte, fotboll, gymnastik, handboll, orientering, skidsport, simning och volleyboll.

## Handboll
Lagets herrlag har tagit silver i danska mästerskapet tre gånger (1977, 1978 och 1981) och brons tre gånger (1980, 1982 och 1986).

## Volleyboll
Klubbens volleybollsektion bildades 1973. Herrlaget debuterade i högsta serien 1980 och damlaget 1987.
Klubbens damlag har blivit danska mästare 18 gånger (1988-1990, 1993-1999, 2003, 2009, 2012, 2013, 2017, 2019, 2020 och 2021) och herrlaget har blivit danska mästare  12 gånger (1986-1995,1997-1998)